# デフコン
デフコン（アメリカ英語: DEFCON）とは、「Defense Readiness Condition」の略で、通常は戦争への準備態勢を5段階に分けたアメリカ国防総省の規定を指す。
「デフコン5」は完全な平時であり、「デフコン1」だと完全な戦争準備態勢（非常時）となる。例を挙げると、デフコン5では核攻撃機はアメリカ本土地上待機であるが、デフコン1だと24時間3 - 4交代でアラスカまたは北極圏上空待機となり、その他も地上待機となる。

## レベル

デフコン1表示の例

デフコン 5平時における防衛準備状態を示す。準備状態の上昇は統合参謀本部が実行し、国防長官が宣言する。
デフコン 4情報収集の強化と警戒態勢の上昇を意味する。冷戦中、大陸間弾道ミサイル部隊の態勢は全てこのレベルだった。
デフコン 3通常より高度な防衛準備状態を示す。アメリカ軍の使用する無線は、機密コールサインに変更される。第4次中東戦争時の1973年10月25日、2001年9月11日の同時多発テロの際にも宣言された。
デフコン 2最高度に準じる防衛準備状態を示す。キューバ危機の際、1962年10月26日に一度だけ宣言されたことがある。戦略航空軍団はB-52爆撃機の一部を空中待機、残りのB-52とB-47は滑走路待機となった。これは戦略航空軍団についてのみ11月15日まで継続された。また沖縄の恩納村においては核弾頭ミサイル・メイスBの発射準備が実施された。
デフコン 1最高度の準備を示す。現在までに用いられたことは一度も無いが、アメリカ軍やアメリカ領土に対する外国軍による切迫した、または進行中の攻撃のために予約されている。核兵器の使用が許可されることもある。
しかし、同じデフコンでも異なるオプションがある。例えばデフコン1には「オプション・ブラボー」というものがあり、通常兵器の使用が許可される。また核兵器の使用は大統領の直接命令が必要であり、デフコン1によって自動的に核兵器の使用が許可されるわけではない。